# منزل المهيري
مَنْزِل المهِيرِي إحدى مدن الجمهورية التونسية، تقع في ولاية القيروان، على بعد 40 كم جنوب مدينة القيروان على الطريق الوطنية في اتجاه مدينة سيدي بوزيد، ترقيمها البريدي هو 3114.

## أًصل التسمية
تقع المدينة في منخفض تحيط بها حقول الزيتون. كانت تسمى «الفجيج»، الا انه في خمسينات القرن الماضي وبعد استقلال البلاد التونسية قام الوزير انداك السيد الطيب المهيري الدي كان يشغل وزارة الداخلية في حكومة الزعيم الحبيب بورقيبة بتدشين المساكن الشعبية (التجمع السكني) التي بنيت للوافدين على المدينة من المناطق المجاورة والاحواز فتغيرت تسمية المدينة من الفجيح إلى منزل المهيري نسبة للوزيرالطيب المهيري.
تمتاز هذه المدينة بحقول الزياتين حيث أغلب متساكنيها يمارسون أنشطة فلاحية ويملكون مزارع زياتين بعضها يعد أكثر من 1000 أصل زيتون إضافة إلى 06 شركات كبرى تتصرف في آلاف أصول هذه الأشجار زيادة على إنتاجها المتنوّع.
يبلغ التعداد السكاني لمدينة منزل المهيري أكثر من 12 ألف ساكن. كما أنّ شباب الجهة يمتاز بعشقه لكرة القدم حيث كانت تنشط بالمدينة جمعية كرة قدم في ثمانينات القرن الماضي تسمى «مولدية منزل المهيري».